# Philodendron basivaginatum
Philodendron basivaginatum är en kallaväxtart som beskrevs av Kurt Krause. Philodendron basivaginatum ingår i släktet Philodendron och familjen kallaväxter.
Artens utbredningsområde är Peru. Inga underarter finns listade.